# Les Drakkars (livre-jeu)
Les Drakkars est un livre-jeu écrit par Fabrice Cayla et Jean-Pierre Pécau en 1986, et édité par Presses Pocket dans la collection Histoires à jouer : Les livres à remonter le temps, dont c'est le septième tome.